# Стейнгрімюр Стейнтоурссон
Сте́йнгрімюр Сте́йнтоурссон (ісл. Steingrímur Steinþórsson; 12 лютого 1893 — 14 листопада 1966) — ісландський політик, прем'єр-міністр країни від березня 1950 до вересня 1953 року. У 1953—1956 роках обіймав посаду міністра сільського господарства й соціальної політики.